# Whipple Mountains
Die Whipple Mountains (Avii Kur'utat in der Sprache der Mohave-Indianer) liegen im südöstlichen Kalifornien, südlich von Lake Havasu City und nördlich der Stadt Parker, beide im Bundesstaat Arizona. Der Höhenzug der Whipple Mountains erstreckt sich über rund 40 Kilometer in Ost-West-Richtung. Er gehört zum San Bernardino County und bildet einen Teil der Colorado-Wüste, dem Nordwestabschluss der Sonora-Wüste. In den Whipple Mountains befinden sich viele Bergwerke, darunter die Independence Mine und die Bessie Mine.

## Etymologie
Die Whipple Mountains wurden zu Ehren von Amiel Weeks Whipple benannt, einem US-amerikanischen Topographen und Brigadegeneral.

## Kartographie
Folgende »7.5' Quadrangle maps« (Geologische Karten über ein Gebiet von 7,5 Bogenminuten) des United States Geological Survey (USGS) decken das Gebiet der Whipple Mountains ab:
- Gene Wash
- Havasu Lake
- Lake Havasu City South
- Parker
- Parker NW
- Savahia Peak
- Whipple Mountains SW
- Whipple Wash

## Klima
Die Aufzeichnungen des Western Regional Climate Center belegen die extreme Aridität (weniger als 150 Millimeter Niederschlag im Jahr) der Whipple Mountains. Die Temperaturen im Sommer sind sehr hoch (+ 40 °C) und die Winter sind mild.

## Geographie
Die Whipple Mountains werden im Nordosten und im Südosten vom Colorado River umflossen. Weiter westlich folgt die Mopah Range, im Norden liegen die Chemehuevi Mountains.
Höchster Punkt der Whipple Mountains ist ein unbenannter Gipfel am unmittelbaren Westrand mit 1311 Meter Höhe. Im Wildnisreservat erreicht der Whipple Peak 1259 Meter. Höchster Klettergipfel ist der im Westteil gelegene Savahia Peak mit 821 Metern. Zieht man in Betracht, dass der Colorado River bei Poston nur 95 Meter als Basisniveau aufweist, so erreichen die Whipple Mountains immerhin über 1000 Meter an Höhendifferenz.
Die heutige Landschaft der Whipple Mountains besteht aus einer Abfolge mehr oder weniger paralleler Höhenrücken, die sich in Nordwest-Südost-Richtung erstrecken. Senkrecht dazu verläuft der Whipple Wash (ein großes Trockental), der den gesamten Ostteil in zwei Hälften trennt und nach Nordost zum Colorado River bei Niederschlag entwässert.

## Geologie
Die Whipple Mountains sind unter Geologen als einer der weltweit best aufgeschlossenen und meist studierten metamorphen Kernkomplexe bekannt.
Die oben bereits angesprochenen geradlinigen Höhenrücken sind die Kanten verkippter Krustenblöcke im Hangenden einer weiträumigen Abscherung.
Auf der Westseite wurden die Gesteine des Hangenden vollständig abgetragen, so dass jetzt antiklinal aufgewölbte, hellgrüne
Mylonite der Unterkruste zu Tage treten. Im Ostabschnitt stehen im Hangenden des Abscherhorizonts unveränderte, rostrote tertiäre Vulkanite und Sedimentgesteine (Fanglomerate) an, die diskordant über nicht-mylonitischem Kristallin des Präkambrium abgelagert wurden und jetzt generell nach Westen einfallen. Das Kristallin gehört zum geologischen Terran Mojavia (auch Mojave-Provinz). Es wurde in der Oberkreide vor rund 90 Millionen Jahren BP von Intrusivgesteinen durchsetzt (Tonalit, Quarzdiorit).
Der Abscherhorizont mit den darüberliegenden Gesteinen des Hangenden kann mittels größerer Trockentäler erreicht werden. Entlang des Abscherhorizonts, der bis zu 300 Meter mächtig werdende chloritische Brekzien aufweist, finden sich Musterbeispiele für hydrothermale Gesteinsumwandlungen und die Injektion von Kataklasiten im Fließzustand. Darüber hinaus bietet sich hier die Möglichkeit, das Verhalten von Verwerfungen im Mittel- und Oberkrustenbereich an vielen Beispielen unmittelbar zu studieren. Weiterhin sind eine Anzahl von steilstehenden Verwerfungen im Hangenden deutlich aufgeschlossen; sie veranschaulichen auf beeindruckende Weise die von der Dehnung verursachten Kippbewegungen des Oberkrustenbereichs.
Während des frühen und mittleren Miozäns unterlag die zentrale und südliche Basin and Range Province, zu der auch die Whipple Mountains zählen, einer starken Krustendehnung zwischen den rigideren Krustenblöcken der Sierra Nevada und dem Colorado-Plateau. So wurden in einem jetzt 70 bis 100 Kilometer breiten Krustenabschnitt mehr als 40 Kilometer (d. h. 70 – 130 %) an Dehnung registriert.
Die Abscherbewegungen hatten in den Whipple Mountains mit Beginn des Miozäns vor 21,5 Millionen Jahren BP eingesetzt und dauerten bis 14 Millionen Jahre BP an (Mittleres Miozän, Serravallium). Die Bewegungsrichtung des Hangenden war gegen Nordost gerichtet und es wurde insgesamt ein Versatz von mehr als 60 Kilometer erzielt. Etwa im gleichen Zeitraum waren die Gesteine zusätzlich einer Kalium-Metasomatose ausgesetzt.
Der Abscherhorizont in den Whipple Mountains ist Bestandteil des so genannten Whipple Domain – ein System nach Osten geneigter, flacher Verwerfungen. Dieser Bereich lässt sich von den Whipple Mountains in nördliche Richtung bis an die Südspitze Nevadas verfolgen. Hier erfolgt dann ein Übergang zu westwärts geneigten Störungen mit ebenfalls flachen Einfallsrichtungen.

## Geobotanik
In den Whipple Mountains sind folgende Pflanzengesellschaften beheimatet:
- die Kreosotbuschgemeinschaft der Sonora-Wüste und
- die xerische Dornbuschgemeinschaft der Sonora-Wüste

Es gedeihen u. a. folgende Pflanzen in diesem ariden Wüstenklima:
- Kreosotbusch (Larrea tridentata)
- Parkinsonia florida, ein Johannisbrotgewächs
- Sumachgewächse
- Wüsteneisenholz (Olneya tesota) und
- Kakteen wie z. B. Cylindropuntia, Carnegiea gigantea, Opuntien und Escobaria

## Tierwelt
Die Säugetierfauna besteht aus Dickhornschaf, Maultierhirsch, Wildesel, Kojote, Eselhase, Ziesel und Kängururatte. Erwähnenswert unter den Reptilien sind die Kalifornische Gopherschildkröte, die in ihrem Bestand gefährdet ist, sowie mehrere Klapperschlangen- und Eidechsenarten. Unter den Vögeln finden sich Wachtel, Wegekuckuck, diverse Eulen, Präriefalke, Steinadler, Rundschwanzsperber und Rotschwanzbussard.

## Geschichte
Wyatt Earp verbrachte ab zirka 1906 in den Whipple Mountains seine letzten Winter als Gold- und Kupferschürfer. Die Ansiedlung Earp wurde nach ihm benannt, sie befindet sich teilweise auf oder in der Nähe seiner Schürfgründe. Sein Wohnhaus steht  jedoch in der Stadt Vidal.

## Zugang und legaler Status

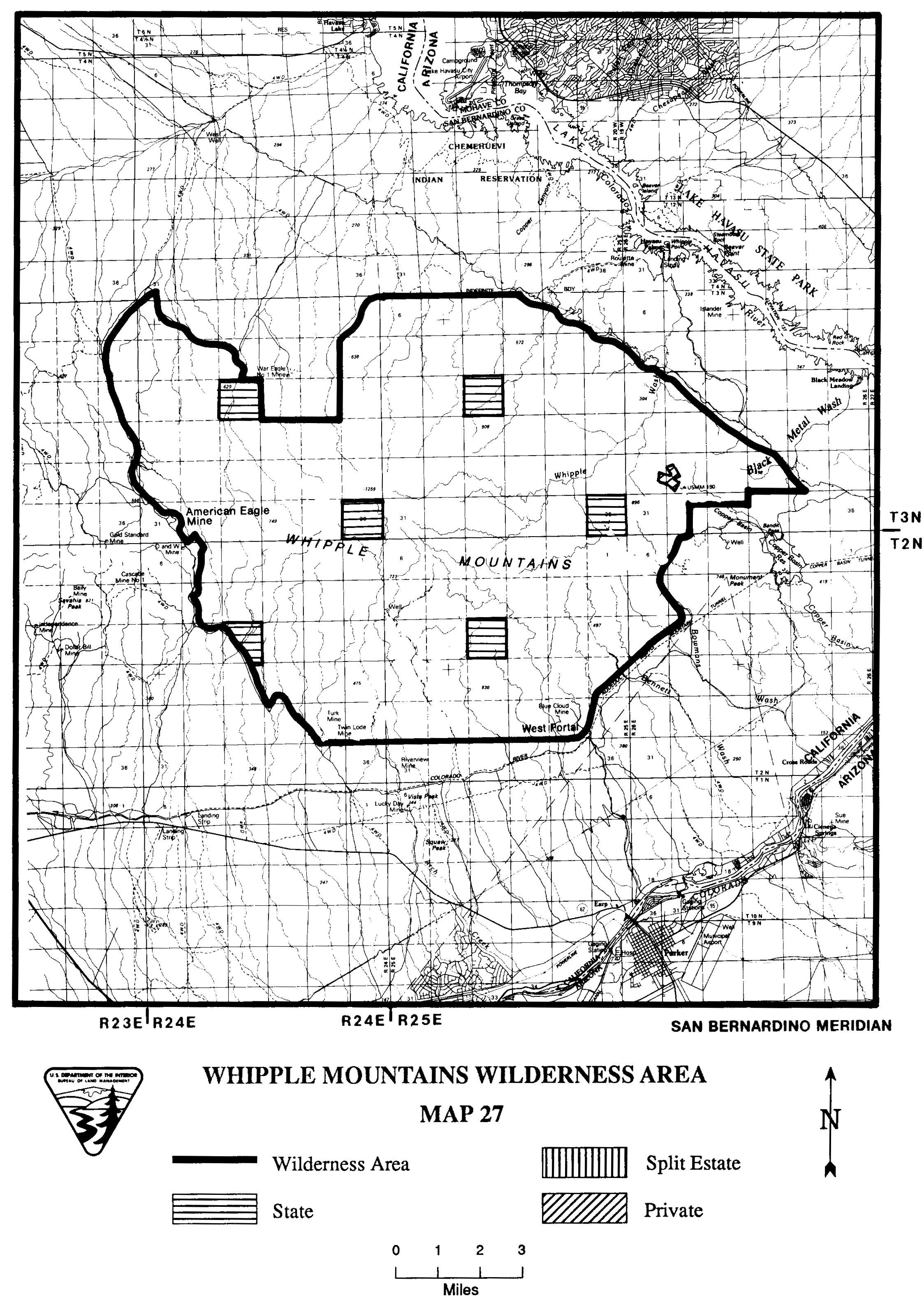
Grenze der Whipple Mountains Wilderness.

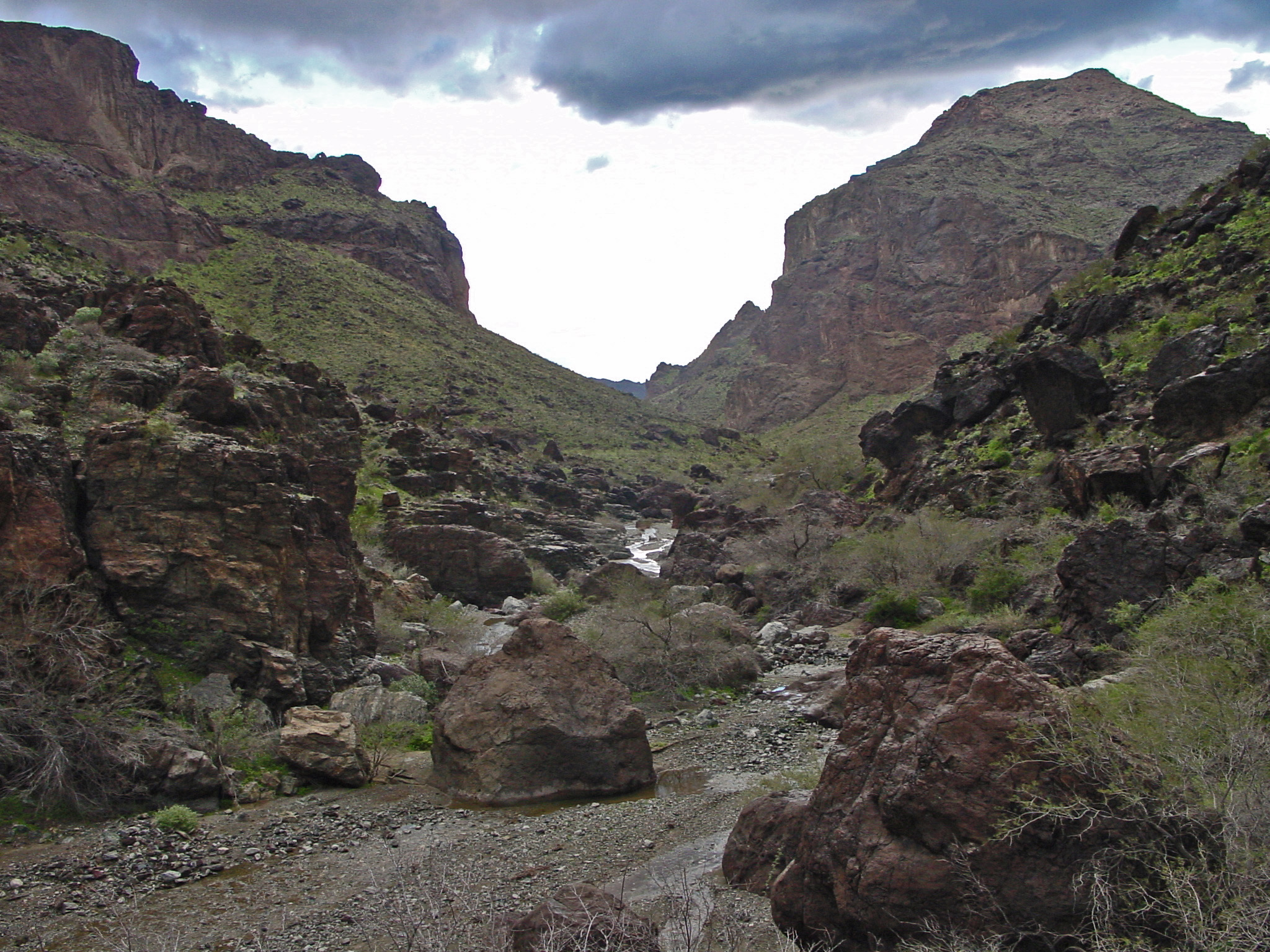
Das Nordostende des Whipple Wash, Whipple Mountains, Kalifornien. Dieses Bild wurde im Januar 2005 aufgenommen – ein für diese Gegend recht untypischer niederschlagsreicher Zeitpunkt.

Der Hauptteil der Whipple Mountains gehört zur Whipple Mountains Wilderness, die von einer Zweigstelle des US-amerikanischen Bureau of Land Management (BLM) in Needles verwaltet wird. Das Wildnisreservat umfasst approximativ 323,4 Quadratkilometer, unmotorisierte und motorisierte Fahrzeuge haben zum Reservat keinen Zugang. Das Innere der Whipple Mountains kann zu Fuß oder mit Pferd erreicht werden, Hauptzugangsroute ist hierbei der Whipple Wash. Motorisierter Zugang bis zur Reservatsgrenze ist nur von Nordosten aus möglich, die Route folgt in diesem Fall der Wartungsschneise einer Überlandleitung und kann nur von Allradfahrzeugen mit großer Achsenhöhe befahren werden. Für individuellen Zugang wird keine Erlaubnis benötigt, kommerzielle oder organisierte Gruppen müssen jedoch beim BLM eine Genehmigung einholen.
Einzelne Abschnitte innerhalb wie außerhalb des Reservats gehören dem Bundesstaat Kalifornien oder Privateignern. Der Zutritt zu diesen Gebieten wird von den Eigentümern geregelt und untersteht nicht dem BLM.